# Vorstartlinie

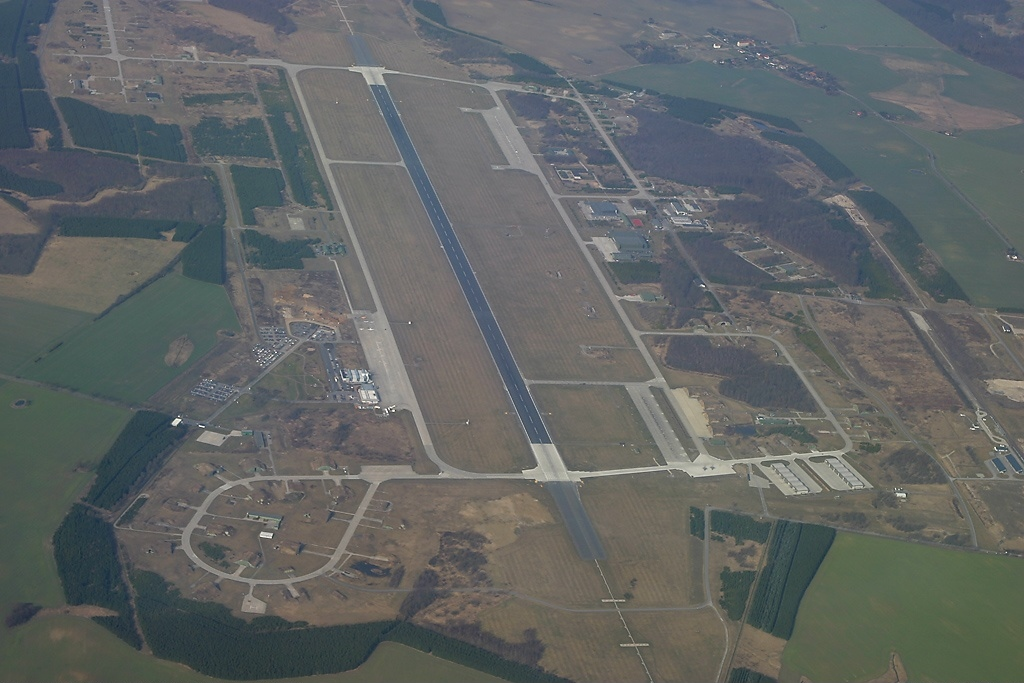
Blick auf den ehemaligen NVA-Flugplatz Laage. Rechts befinden sich parallel zur Start- und Landebahn zwei Vorstartlinien. Links unten im Bild ein Dezentralisierungsraum.

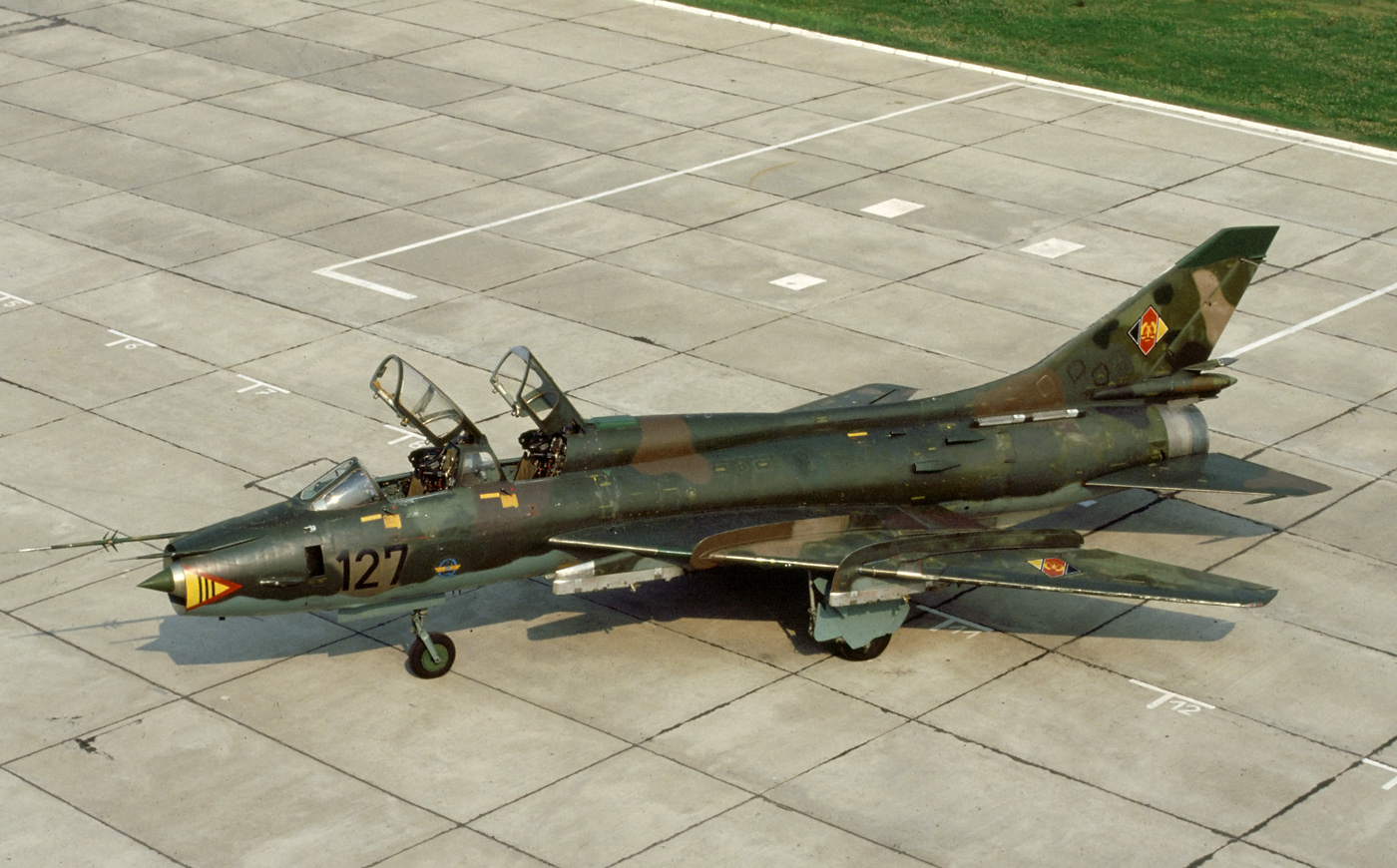
Eine Su-22UM-3K des JBG-77 auf der VSL in Laage (1990). Im oberen Bereich die Stellmarkierungen für die Fahrwerksräder

Vorstartlinie (VSL) bezeichnete im Sprachgebrauch der NVA der DDR einen zentralen Bereich, in dem die im laufenden Flugbetrieb eingesetzten militärischen Luftfahrzeuge auf ihren Einsatz vorbereitet wurden. Die Vorstartlinie gehörte neben der Start- und Landebahn, den Rollbahnen und den Dezentralisierungsräumen zu den Flugbetriebsflächen auf den Flugplätzen der Luftstreitkräfte/Luftverteidigung.

## Funktion
Vorstartlinien waren in der Regel rechteckig angelegte und parallel zur Startbahn ausgerichtete Betonstellflächen, auf denen die Flugzeuge betankt, aufmunitioniert und kleineren Kontroll- und Wartungsarbeiten unterzogen wurden, sofern der Flugdienst nicht aus den Dezentralisierungsräumen erfolgte. Dazu gehörte auch die Klarmeldung und anschließende Übergabe der Maschinen von den technischen Besatzungen an das fliegende Personal. Von der Vorstartlinie erreichten die Luftfahrzeuge über Rollwege direkt die Start- und Landebahn (SLB). Nach der Landung kehrten die Flugzeuge zur Vorstartlinie zurück. Leichtere Flugzeuge wie die MiG-21 konnten anschließend vom Bodenpersonal per Muskelkraft rückwärts auf ihre Standplätze zurückgeschoben werden. Größere Muster wie die MiG-23 und Su-22 wurden, sofern sie nicht mit Kraftfahrzeugen geparkt werden konnten, von vornherein mittig auf der Vorstartlinie abgestellt, so dass sie über den hinteren Bereich selbstständig auf ihre Standposition rollen konnten. Um Beschädigungen im rückwärtigen Bereich durch laufende Triebwerke zu vermeiden, befanden sich hinter den abgestellten Flugzeugen Strahlabweiser aus Betonfertigteilen, die industriell angefertigt wurden und in anderer Funktion beispielsweise auch als Bestandteil der Berliner Mauer oder in der Landwirtschaft zur Einfassung von Futtersilos zum Einsatz kamen. Gut ausgebaute Vorstartlinien verfügten außerdem über eine Unterflur-Betankungsanlage, deren Zapfanlagen in Entnahmeschächten untergebracht und für die Versorgung von jeweils zwei Stellplätzen vorgesehen waren.

## Geschichte

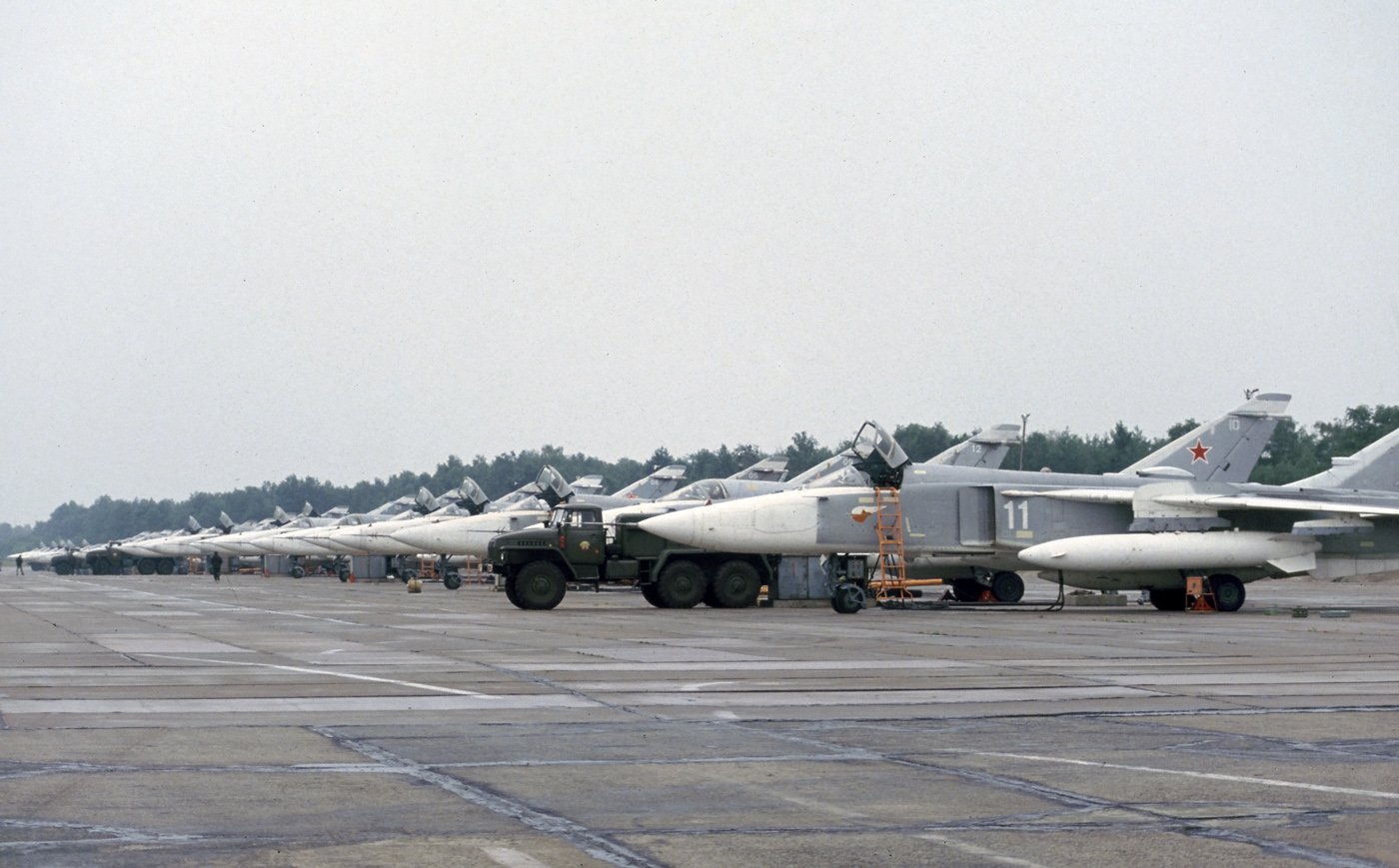
Sowjetische Su-24MR auf einer VSL der 16. Luftarmee (Flugplatz Welzow, 1993)

Die Vorstartlinie war eine ursprünglich von den sowjetischen Luftstreitkräften ab Anfang der 1950er Jahre als „zentrale Betankungsfläche“ eingeführte Einrichtung. Sie wurde zum einen notwendig, da die neuentwickelten Strahlflugzeuge zunehmend nicht mehr auf unbefestigten Grasflächen abgestellt werden konnten, da die Gefahr des Ansaugens von Fremdkörpern wie Steinen durch die Triebwerke zu groß wurde, zum anderen stieg auch die Masse der neuen Typen, so dass die Flugplätze spätestens bei der Einführung des zweistrahligen Bombers IL-28 ausgebaut werden mussten. Anfangs wurden die Kraftstoffleitungen noch oberirdisch verlegt und von gleichzeitig als Bremskeile dienenden Eisenbahnschienen gegen ein Überrollen geschützt. Als ab den 1970er Jahren größere Typen zum Einsatz kamen, wurden die Treibstoffleitungen unterirdisch verlegt. Größere Flugplätze verfügten neben einer kleineren Notstellfläche meist auch über eine zweite Reservefläche. In der DDR waren das die Flugplätze Brandis, Großenhain und Templin.